# Філіп Даубенспек
Філіп Даубенспек (англ. Philip Daubenspeck, 28 жовтня 1906 — 6 березня 1951) — американський ватерполіст.
Бронзовий призер Олімпійських Ігор 1932 року, учасник 1936 року.